# Mohamed Griba
Mohamed Griba, né le 25 janvier 1995, est un joueur algérien de handball.

## Biographie
Il participe au Championnat du monde 2015 des moins de 21 ans.
Avec l'équipe nationale algérienne, il participe notamment au Championnat d'Afrique 2020,. Il est présélectionné pour participer au Championnat du monde 2021 mais ne sera pas retenu dans la liste finale.
En club, il évolue alors au CR Bordj Bou Arréridj.

## Palmarès

### Avec l'Équipe d'Algérie
Championnats d'Afrique
- Médaille de bronze au Championnat d'Afrique  2020 ( Tunisie)